# Scopula recurvinota
Scopula recurvinota är en fjärilsart som beskrevs av W. Warren 1902. Scopula recurvinota ingår i släktet Scopula och familjen mätare. Inga underarter finns listade.